# Ségos (Lot)
Ségos era una comuna francesa que estaba situada en el departamento de Lot, de la región de Occitania, que entre 1795 y 1800 pasó a formar parte de la comuna de Le Boulvé.

## Demografía
La comuna constaba en 1793 con 280 habitantes.